# De hundrede dage (dokumentarfilm)
De hundrede dage er en dansk dokumentarfilm fra 1941 instrueret af Theodor Christensen efter eget manuskript.

## Handling
Filmen skildrer hele processen omkring tørveproduktion i Danmark.